# Bep Verstoep
Bep Verstoep (* 1939 in den Niederlanden; † 14. Juni 2010 in Montpellier, geborenen Bep van Kahler) war eine niederländische Badmintonspielerin. Sie war mit Anton Verstoep verheiratet.

## Karriere
Bep Verstoep war in den 1960er Jahren eine der dominierenden Badmintonspielerinnen in Belgien. Über einen Zeitraum von sieben Jahren gewann sie fünf Titel im Dameneinzel, vier Titel im Damendoppel und fünf Titel im Mixed. International war sie viermal bei den Swiss Open erfolgreich.

## Sportliche Erfolge
| Saison    | Veranstaltung                  | Disziplin   | Platz | Partner/in           |
| --------- | ------------------------------ | ----------- | ----- | -------------------- |
| 1959/1960 | Belgien: Einzelmeisterschaften | Mixed       | 1     | Anton Verstoep       |
| 1959/1960 | Belgien: Einzelmeisterschaften | Dameneinzel | 1     | -                    |
| 1960/1961 | Belgien: Einzelmeisterschaften | Damendoppel | 1     | June Vander Willigen |
| 1960/1961 | Belgien: Einzelmeisterschaften | Dameneinzel | 1     | -                    |
| 1960/1961 | Belgien: Einzelmeisterschaften | Mixed       | 1     | Anton Verstoep       |
| 1961/1962 | Belgien: Einzelmeisterschaften | Mixed       | 1     | Anton Verstoep       |
| 1962/1963 | Belgien: Einzelmeisterschaften | Dameneinzel | 1     | -                    |
| 1963/1964 | Belgien: Einzelmeisterschaften | Damendoppel | 1     | June Vander Willigen |
| 1964      | Swiss Open                     | Damendoppel | 1     | June Vander Willigen |
| 1964      | Swiss Open                     | Mixed       | 1     | Herman Moens         |
| 1964/1965 | Belgien: Einzelmeisterschaften | Dameneinzel | 1     | -                    |
| 1964/1965 | Belgien: Einzelmeisterschaften | Mixed       | 1     | Herman Moens         |
| 1964/1965 | Belgien: Einzelmeisterschaften | Damendoppel | 1     | June Jacques         |
| 1965      | Swiss Open                     | Dameneinzel | 1     | -                    |
| 1965      | Swiss Open                     | Damendoppel | 1     | June Jacques         |
| 1965/1966 | Belgien: Einzelmeisterschaften | Damendoppel | 1     | Gerda Moens          |
| 1965/1966 | Belgien: Einzelmeisterschaften | Dameneinzel | 1     | -                    |
| 1965/1966 | Belgien: Einzelmeisterschaften | Mixed       | 1     | Herman Moens         |